# Droga krajowa B85 (Niemcy)
Droga krajowa 85 (niem. Bundesstraße 85, B 85) – niemiecka droga krajowa przebiegająca  z południowego wschodu na północny zachód od skrzyżowania z drogą B12 w Pasawie w Bawarii do skrzyżowania z autostradą A38 na węźle Berga w Saksonii-Anhalt.

## Odcinki międzynarodowe
Droga pomiędzy węzłem Schwandorf-Nord na autostradzie A93 a węzłem Amberg-Ost na autostradzie A6 jest częścią trasy europejskiej E50 (ok. 15 km).

## Miejscowości leżące przy B84

### Bawaria
Pasawa, Patriching, Schwaiberg, Gotting, Ruderting, Witzling, Neukirchen vorm Wald, Friebersdorf, Weiding, Tittling, Stützersdorf, Stadl, Gumpenreit, Eberhardsreuth, Schönberg, Eppenschlag, Kirchdorf im Wald, Rinchnach, Regen, Patersdorf, Linden, Fernsdorf, Viechtach, Prackenbach, Miltach, Hörwalting, Chamerau, Wölsting, Schlondorf, Chameregg, Cham, Wetterfeld, Roding, Neubäu, |Mappach}, Bruck, Bodenwöhr, Heselbach, Wackersdorf, Schwandorf, Pittersberg, Amberg, Sulzbach-Rosenberg, Edelsfeld, Auerbach, Michelfeld, Neudorf, Pegnitz, Creußen, Wolfsbach, Bayreuth, Heinersreuth, Grüngraben, Neudrossenfeld, Unterbrücklein, Kulmbach, Lösau, Kirchleus, Weißenbrunn, Kronach, Knellendorf, Gundelsdorf, Haßlach, Stockheim, Pressig, Förtschendorf, Steinbach, Ludwigstadt, Lauenstein.

### Turyngia
Probstzella, Arnsbach, Hockeroda, Eichicht, Kaulsdorf, Saalfeld/Saale, Rudolstadt, Teichröda, Teichel, Neckeroda, Lengfeld, Blankenhain, Bad Berka, Legefeld, Weimar, Großobringen, Buttelstedt, Olbersleben, Großneuhausen, Kölleda, Schillingstedt, Etzleben, Gorsleben, Sachsenburg, Oldisleben, Seehausen, Bad Frankenhausen (Kyffhäuser).

### Saksonia-Anhalt
Kelbra (Kyffhäuser), Berga (Kyffhäuser).